# Барское (Грязовецкий район)
Барское — деревня в Грязовецком районе Вологодской области.
Входит в состав Юровского муниципального образования, с точки зрения административно-территориального деления — в Покровский сельсовет.
Расстояние до районного центра Грязовца по автодороге — 19 км, до центра муниципального образования Юрово по прямой — 15 км. Ближайшие населённые пункты — Васюково, Прокопьево, Погиблово.
По переписи 2002 года население — 3 человека.